# Serie A2 2021-2022 (pallavolo maschile)
La Serie A2 2021-2022, 45ª edizione della seconda serie del campionato italiano di pallavolo maschile, si è svolta dal 10 ottobre 2021 al 26 maggio 2022: al torneo hanno partecipato tredici squadre di club italiane.

## Regolamento

### Formula
La formula ha previsto:
- Regular season, disputata con girone all'italiana, con gare di andata e ritorno, per un totale di ventisei giornate: le prime otto classificate hanno acceduto ai play-off promozione, mentre l'ultima è retrocessa in Serie A3.
- Play-off promozione, disputati con:
  - Quarti di finale e semifinali, giocate al meglio di due vittorie su tre gare.
  - Finale, giocata al meglio di tre vittorie su cinque gare: la vincitrice è promossa in Superlega.
- Play-out retrocessione, da disputarsi tra l'undicesima e la dodicesima classificata solo nel caso le due squadre avessero terminato la regular season con una differenza di punti inferiore a tre. Questa fase non si è disputata e la dodicesima classificata è stata retrocessa direttamente in Serie A3.

### Criteri di classifica
Se il risultato finale è stato di 3-0 o 3-1 sono stati assegnati 3 punti alla squadra vincente e 0 a quella sconfitta, se il risultato finale è stato di 3-2 sono stati assegnati 2 punti alla squadra vincente e 1 a quella sconfitta.
L'ordine del posizionamento in classifica è stato definito in base a:
- Punti;
- Numero di partite vinte;
- Ratio dei set vinti/persi;
- Ratio dei punti realizzati/subiti.

## Squadre partecipanti
| Club                | Stagione | Città                 | Impianto               | Stagione precedente                                            |
| ------------------- | -------- | --------------------- | ---------------------- | -------------------------------------------------------------- |
| Atlantide Brescia   | dettagli | Brescia               | PalaSanFilippo         | 8ª in Serie A2; finale play-off promozione                     |
| Cuneo               | dettagli | Cuneo                 | PalaCastagnaretta      | 3ª in Serie A2; semifinali play-off promozione                 |
| Emma Villas         | dettagli | Siena                 | PalaMensSana           | 4ª in Serie A2; semifinali play-off promozione                 |
| Impavida Ortona     | dettagli | Ortona                | Palasport Comunale     | 5ª in Serie A2; quarti di finale play-off promozione           |
| Libertas Brianza    | dettagli | Cantù                 | PalaFrancescucci       | 10ª in Serie A2; quarti di finale play-off promozione          |
| Lupi Santa Croce    | dettagli | Santa Croce sull'Arno | PalaParenti            | 7ª in Serie A2; ottavi di finale play-off promozione           |
| Mondovì             | dettagli | Mondovì               | PalaManera             | 11ª in Serie A2                                                |
| Motta               | dettagli | Motta di Livenza      | PalaVicentini          | 1ª in Serie A3 (girone bianco); vincitrice play-off promozione |
| New Mater           | dettagli | Castellana Grotte     | PalaGrotte             | 9ª in Serie A2; ottavi di finale play-off promozione           |
| Olimpia Bergamo     | dettagli | Bergamo               | PalaPozzoni            | 1ª in Serie A2; quarti di finale play-off promozione           |
| Porto Viro          | dettagli | Porto Viro            | Palazzetto dello Sport | 2ª in Serie A3 (girone bianco); vincitrice play-off promozione |
| Rinascita Lagonegro | dettagli | Lagonegro             | Palasport Villa D'Agri | 12ª in Serie A2                                                |
| Tricolore           | dettagli | Reggio nell'Emilia    | PalaBursi              | 6ª in Serie A2; quarti di finale play-off promozione           |

## Torneo

### Regular season

#### Risultati
| Prima giornata |                                     |           |                                   |
|                |                                     |           |                                   |
| Riposa:        | Tricolore                           | Tricolore | Tricolore                         |
| 10-10          | Emma Villas - Motta                 | 0-3       | 19-25, 19-25, 16-25               |
| 10-10          | Atlantide Brescia - Impavida Ortona | 3-1       | 25-18, 16-25, 25-19, 25-14        |
| 10-10          | New Mater - Olimpia Bergamo         | 3-0       | 25-23, 25-17, 25-21               |
| 10-10          | Libertas Brianza - Cuneo            | 2-3       | 25-19, 18-25, 20-25, 25-21, 13-15 |
| 10-10          | Mondovì - Lupi Santa Croce          | 0-3       | 25-27, 19-25, 18-25               |
| 10-10          | Porto Viro - Rinascita Lagonegro    | 1-3       | 25-23, 24-26, 22-25, 23-25        |

| Seconda giornata |                                    |                 |                                   |
|                  |                                    |                 |                                   |
| Riposa:          | Olimpia Bergamo                    | Olimpia Bergamo | Olimpia Bergamo                   |
| 17-10            | Cuneo - New Mater                  | 0-3             | 22-25, 15-25, 24-26               |
| 17-10            | Impavida Ortona - Libertas Brianza | 0-3             | 23-25, 25-27, 23-25               |
| 17-10            | Tricolore - Emma Villas            | 3-0             | 25-22, 25-23, 25-19               |
| 17-10            | Lupi Santa Croce - Porto Viro      | 3-0             | 25-11, 25-20, 25-20               |
| 17-10            | Rinascita Lagonegro - Mondovì      | 3-2             | 26-28, 22-25, 32-30, 28-26, 15-10 |
| 17-10            | Motta - Atlantide Brescia          | 3-0             | 31-29, 25-23, 25-20               |

| Terza giornata |                                        |                 |                            |
|                |                                        |                 |                            |
| Riposa:        | Impavida Ortona                        | Impavida Ortona | Impavida Ortona            |
| 24-10          | Cuneo - Motta                          | 3-0             | 25-20, 25-19, 25-21        |
| 23-10          | Emma Villas - Olimpia Bergamo          | 0-3             | 19-25, 21-25, 22-25        |
| 24-10          | Atlantide Brescia - Lupi Santa Croce   | 1-3             | 19-25, 23-25, 25-23, 24-26 |
| 24-10          | New Mater - Tricolore                  | 3-1             | 25-23, 26-24, 23-25, 25-20 |
| 24-10          | Libertas Brianza - Rinascita Lagonegro | 3-1             | 17-25, 25-19, 25-17, 25-14 |
| 24-10          | Porto Viro - Mondovì                   | 3-1             | 25-23, 25-22, 25-27, 25-18 |

| Quarta giornata |                                     |                   |                                   |
|                 |                                     |                   |                                   |
| Riposa:         | Atlantide Brescia                   | Atlantide Brescia | Atlantide Brescia                 |
| 31-10           | Olimpia Bergamo - Porto Viro        | 3-1               | 25-23, 19-25, 25-23, 25-18        |
| 31-10           | Impavida Ortona - Cuneo             | 2-3               | 23-25, 26-24, 28-26, 24-26, 11-15 |
| 31-10           | Lupi Santa Croce - Libertas Brianza | 2-3               | 21-25, 25-18, 25-22, 25-27, 10-15 |
| 31-10           | Mondovì - Emma Villas               | 0-3               | 21-25, 22-25, 30-32               |
| 31-10           | Rinascita Lagonegro - Tricolore     | 0-3               | 21-25, 20-25, 25-27               |
| 31-10           | Motta - New Mater                   | 3-1               | 25-20, 25-17, 20-25, 25-21        |

| Quinta giornata |                                    |                  |                                   |
|                 |                                    |                  |                                   |
| Riposa:         | Libertas Brianza                   | Libertas Brianza | Libertas Brianza                  |
| 07-11           | Olimpia Bergamo - Lupi Santa Croce | 3-0              | 25-23, 25-21, 25-17               |
| 07-11           | Cuneo - Atlantide Brescia          | 3-1              | 25-17, 21-25, 25-20, 25-18        |
| 07-11           | Emma Villas - Rinascita Lagonegro  | 3-1              | 25-22, 25-21, 27-29, 25-19        |
| 07-11           | Tricolore - Motta                  | 3-2              | 19-25, 19-25, 25-20, 26-24, 16-14 |
| 07-11           | New Mater - Mondovì                | 3-0              | 25-20, 25-22, 26-24               |
| 07-11           | Porto Viro - Impavida Ortona       | 3-1              | 22-25, 25-19, 25-22, 25-16        |

| Sesta giornata |                                       |       |                                   |
|                |                                       |       |                                   |
| Riposa:        | Motta                                 | Motta | Motta                             |
| 14-11          | Impavida Ortona - Emma Villas         | 1-3   | 22-25, 18-25, 25-22, 18-25        |
| 14-11          | Lupi Santa Croce - Cuneo              | 1-3   | 23-25, 22-25, 25-20, 17-25        |
| 14-11          | Atlantide Brescia - New Mater         | 3-2   | 25-21, 21-25, 24-26, 25-22, 15-11 |
| 14-11          | Libertas Brianza - Porto Viro         | 3-1   | 24-26, 25-17, 27-25, 27-25        |
| 14-11          | Mondovì - Tricolore                   | 3-2   | 18-25, 32-30, 14-25, 25-18, 15-10 |
| 14-11          | Rinascita Lagonegro - Olimpia Bergamo | 3-0   | 25-23, 25-22, 25-23               |

| Settima giornata |                                       |       |                                   |
|                  |                                       |       |                                   |
| Riposa:          | Cuneo                                 | Cuneo | Cuneo                             |
| 21-11            | Olimpia Bergamo - Mondovì             | 3-0   | 25-15, 25-20, 25-18               |
| 21-11            | Emma Villas - Atlantide Brescia       | 0-3   | 24-26, 25-27, 23-25               |
| 21-11            | Tricolore - Porto Viro                | 1-3   | 19-25, 25-19, 22-25, 21-25        |
| 20-11            | New Mater - Lupi Santa Croce          | 3-2   | 25-19, 18-25, 25-14, 15-25, 21-19 |
| 21-11            | Rinascita Lagonegro - Impavida Ortona | 3-0   | 25-18, 25-19, 25-20               |
| 21-11            | Motta - Libertas Brianza              | 3-2   | 25-19, 25-22, 23-25, 23-25, 18-16 |

| Ottava giornata |                                        |         |                                   |
|                 |                                        |         |                                   |
| Riposa:         | Mondovì                                | Mondovì | Mondovì                           |
| 27-11           | Cuneo - Olimpia Bergamo                | 0-3     | 17-25, 19-25, 19-25               |
| 28-11           | Impavida Ortona - Motta                | 2-3     | 27-25, 21-25, 20-25, 25-23, 20-22 |
| 28-11           | Lupi Santa Croce - Rinascita Lagonegro | 3-0     | 25-17, 25-13, 25-20               |
| 28-11           | Atlantide Brescia - Tricolore          | 2-3     | 23-25, 22-25, 25-21, 25-19, 8-15  |
| 28-11           | Libertas Brianza - New Mater           | 0-3     | 23-25, 19-25, 28-30               |
| 28-11           | Porto Viro - Emma Villas               | 3-0     | 25-16, 25-21, 25-18               |

| Nona giornata |                                         |            |                                   |
|               |                                         |            |                                   |
| Riposa:       | Porto Viro                              | Porto Viro | Porto Viro                        |
| 05-12         | Olimpia Bergamo - Impavida Ortona       | 3-0        | 25-16, 25-23, 25-15               |
| 05-12         | Emma Villas - New Mater                 | 0-3        | 15-25, 16-25, 21-25               |
| 05-12         | Tricolore - Cuneo                       | 3-1        | 25-20, 19-25, 25-16, 25-19        |
| 05-12         | Mondovì - Libertas Brianza              | 2-3        | 25-23, 22-25, 25-23, 20-25, 12-15 |
| 04-12         | Rinascita Lagonegro - Atlantide Brescia | 3-1        | 25-19, 28-26, 23-25, 25-22        |
| 05-12         | Motta - Lupi Santa Croce                | 3-2        | 25-23, 25-15, 23-25, 14-25, 15-13 |

| Decima giornata |                                    |                  |                                   |
|                 |                                    |                  |                                   |
| Riposa:         | Lupi Santa Croce                   | Lupi Santa Croce | Lupi Santa Croce                  |
| 08-12           | Cuneo - Emma Villas                | 3-2              | 24-26, 25-18, 27-25, 23-25, 15-13 |
| 08-12           | Impavida Ortona - Tricolore        | 1-3              | 23-25, 19-25, 25-22, 18-25        |
| 08-12           | Atlantide Brescia - Porto Viro     | 3-2              | 25-18, 20-25, 25-13, 16-25, 20-18 |
| 08-12           | New Mater - Rinascita Lagonegro    | 3-2              | 25-15, 23-25, 25-16, 25-27, 15-13 |
| 08-12           | Libertas Brianza - Olimpia Bergamo | 3-2              | 25-19, 19-25, 25-21, 22-25, 15-11 |
| 08-12           | Motta - Mondovì                    | 2-3              | 25-22, 25-20, 23-25, 21-25, 11-15 |

| Undicesima giornata |                                    |             |                                   |
|                     |                                    |             |                                   |
| Riposa:             | Emma Villas                        | Emma Villas | Emma Villas                       |
| 12-12               | Olimpia Bergamo - Motta            | 3-0         | 25-15, 25-20, 25-21               |
| 12-12               | Tricolore - Libertas Brianza       | 3-2         | 25-20, 27-29, 25-18, 23-25, 15-10 |
| 12-12               | Lupi Santa Croce - Impavida Ortona | 3-0         | 25-22, 25-22, 25-18               |
| 12-12               | Mondovì - Atlantide Brescia        | 3-2         | 25-19, 17-25, 16-25, 25-20, 15-11 |
| 12-12               | Rinascita Lagonegro - Cuneo        | 1-3         | 19-25, 25-19, 27-29, 15-25        |
| 12-12               | Porto Viro - New Mater             | 3-1         | 27-25, 25-22, 20-25, 25-22        |

| Dodicesima giornata |                                     |           |                                   |
|                     |                                     |           |                                   |
| Riposa:             | New Mater                           | New Mater | New Mater                         |
| 19-12               | Olimpia Bergamo - Atlantide Brescia | 3-1       | 25-21, 21-25, 25-23, 25-17        |
| 19-12               | Cuneo - Porto Viro                  | 3-0       | 25-18, 25-12, 25-18               |
| 19-12               | Impavida Ortona - Mondovì           | 3-0       | 25-19, 25-19, 29-27               |
| 19-12               | Lupi Santa Croce - Tricolore        | 2-3       | 25-17, 26-28, 25-22, 23-25, 12-15 |
| 19-12               | Libertas Brianza - Emma Villas      | 0-3       | 20-25, 19-25, 21-25               |
| 21-12               | Motta - Rinascita Lagonegro         | 3-0       | 25-23, 25-18, 25-21               |

| Tredicesima giornata |                                      |                     |                            |
|                      |                                      |                     |                            |
| Riposa:              | Rinascita Lagonegro                  | Rinascita Lagonegro | Rinascita Lagonegro        |
| 19-01                | Emma Villas - Lupi Santa Croce       | 0-3                 | 17-25, 17-25, 14-25        |
| 19-01                | Tricolore - Olimpia Bergamo          | 1-3                 | 23-25, 25-15, 22-25, 24-26 |
| 26-12                | Atlantide Brescia - Libertas Brianza | 3-0                 | 25-17, 25-21, 25-17        |
| 19-01                | New Mater - Impavida Ortona          | 3-1                 | 25-22, 17-25, 25-16, 25-22 |
| 26-12                | Mondovì - Cuneo                      | 0-3                 | 21-25, 20-25, 23-25        |
| 26-12                | Porto Viro - Motta                   | 3-1                 | 25-17, 24-26, 26-24, 25-18 |

| Quattordicesima giornata |                                     |           |                                   |
|                          |                                     |           |                                   |
| Riposa:                  | Tricolore                           | Tricolore | Tricolore                         |
| 02-01                    | Motta - Emma Villas                 | 3-1       | 25-17, 25-21, 19-25, 25-13        |
| 02-01                    | Impavida Ortona - Atlantide Brescia | 3-1       | 25-21, 25-15, 26-28, 25-12        |
| 13-02                    | Olimpia Bergamo - New Mater         | 3-0       | 25-19, 25-20, 25-20               |
| 12-01                    | Cuneo - Libertas Brianza            | 3-0       | 25-21, 25-14, 25-19               |
| 09-02                    | Lupi Santa Croce - Mondovì          | 3-0       | 28-26, 25-22, 25-7                |
| 02-01                    | Rinascita Lagonegro - Porto Viro    | 3-2       | 22-25, 25-15, 16-25, 25-19, 15-13 |

| Quindicesima giornata |                                    |                 |                                   |
|                       |                                    |                 |                                   |
| Riposa:               | Olimpia Bergamo                    | Olimpia Bergamo | Olimpia Bergamo                   |
| 16-02                 | New Mater - Cuneo                  | 3-0             | 25-23, 25-23, 25-18               |
| 08-01                 | Libertas Brianza - Impavida Ortona | 0-3             | 18-25, 22-25, 16-25               |
| 23-02                 | Emma Villas - Tricolore            | 3-2             | 13-25, 17-25, 25-17, 25-17, 16-14 |
| 13-02                 | Porto Viro - Lupi Santa Croce      | 0-3             | 21-25, 23-25, 24-26               |
| 09-01                 | Mondovì - Rinascita Lagonegro      | 1-3             | 27-25, 17-25, 16-25, 23-25        |
| 15-02                 | Atlantide Brescia - Motta          | 3-2             | 20-25, 25-22, 27-25, 21-25, 15-6  |

| Sedicesima giornata |                                        |                 |                                   |
|                     |                                        |                 |                                   |
| Riposa:             | Impavida Ortona                        | Impavida Ortona | Impavida Ortona                   |
| 23-02               | Motta - Cuneo                          | 0-3             | 19-25, 21-25, 21-25               |
| 16-01               | Olimpia Bergamo - Emma Villas          | 3-0             | 25-20, 25-21, 25-18               |
| 15-01               | Lupi Santa Croce - Atlantide Brescia   | 2-3             | 17-25, 18-25, 25-21, 25-23, 7-15  |
| 02-03               | Tricolore - New Mater                  | 3-0             | 25-17, 25-22, 25-16               |
| 16-01               | Rinascita Lagonegro - Libertas Brianza | 3-0             | 25-16, 25-23, 25-13               |
| 03-03               | Mondovì - Porto Viro                   | 3-2             | 25-20, 15-25, 28-26, 23-25, 15-13 |

| Diciassettesima giornata |                                     |                   |                                   |
|                          |                                     |                   |                                   |
| Riposa:                  | Atlantide Brescia                   | Atlantide Brescia | Atlantide Brescia                 |
| 23-01                    | Porto Viro - Olimpia Bergamo        | 2-3               | 23-25, 25-19, 21-25, 25-21, 12-15 |
| 23-01                    | Cuneo - Impavida Ortona             | 3-0               | 25-14, 25-21, 25-18               |
| 23-01                    | Libertas Brianza - Lupi Santa Croce | 0-3               | 16-25, 18-25, 19-25               |
| 10-03                    | Emma Villas - Mondovì               | 3-0               | 25-23, 25-21, 25-15               |
| 23-01                    | Tricolore - Rinascita Lagonegro     | 1-3               | 26-24, 21-25, 19-25, 23-25        |
| 23-01                    | New Mater - Motta                   | 3-2               | 21-25, 25-20, 25-23, 23-25, 15-7  |

| Diciottesima giornata |                                    |                  |                                   |
|                       |                                    |                  |                                   |
| Riposa:               | Libertas Brianza                   | Libertas Brianza | Libertas Brianza                  |
| 30-01                 | Lupi Santa Croce - Olimpia Bergamo | 3-0              | 25-17, 25-20, 25-19               |
| 30-01                 | Atlantide Brescia - Cuneo          | 2-3              | 23-25, 25-19, 25-17, 16-25, 9-15  |
| 13-02                 | Rinascita Lagonegro - Emma Villas  | 3-2              | 25-21, 25-18, 23-25, 20-25, 15-10 |
| 30-01                 | Motta - Tricolore                  | 2-3              | 25-21, 26-28, 25-21, 23-25, 9-15  |
| 30-01                 | Mondovì - New Mater                | 3-2              | 20-25, 25-21, 16-25, 25-14, 15-8  |
| 29-01                 | Impavida Ortona - Porto Viro       | 3-1              | 25-22, 19-25, 27-25, 25-11        |

| Diciannovesima giornata |                                       |       |                                   |
|                         |                                       |       |                                   |
| Riposa:                 | Motta                                 | Motta | Motta                             |
| 06-02                   | Emma Villas - Impavida Ortona         | 1-3   | 25-18, 25-27, 23-25, 19-25        |
| 06-02                   | Cuneo - Lupi Santa Croce              | 2-3   | 25-14, 25-21, 18-25, 22-25, 10-15 |
| 06-02                   | New Mater - Atlantide Brescia         | 3-1   | 23-25, 25-16, 25-19, 25-17        |
| 05-02                   | Porto Viro - Libertas Brianza         | 0-3   | 19-25, 13-25, 18-25               |
| 06-02                   | Tricolore - Mondovì                   | 3-0   | 25-19, 25-16, 25-21               |
| 06-02                   | Olimpia Bergamo - Rinascita Lagonegro | 3-1   | 25-17, 25-20, 23-25, 25-23        |

| Ventesima giornata |                                       |       |                                   |
|                    |                                       |       |                                   |
| Riposa:            | Cuneo                                 | Cuneo | Cuneo                             |
| 15-03              | Mondovì - Olimpia Bergamo             | 0-3   | 16-25, 8-25, 19-25                |
| 20-02              | Atlantide Brescia - Emma Villas       | 3-1   | 25-20, 25-19, 23-25, 25-23        |
| 20-02              | Porto Viro - Tricolore                | 2-3   | 15-25, 25-21, 21-25, 25-20, 12-15 |
| 20-02              | Lupi Santa Croce - New Mater          | 3-0   | 25-17, 25-23, 25-20               |
| 20-02              | Impavida Ortona - Rinascita Lagonegro | 3-1   | 26-24, 20-25, 25-22, 25-21        |
| 20-02              | Libertas Brianza - Motta              | 3-2   | 21-25, 25-21, 25-23, 26-28, 15-11 |

| Ventunesima giornata |                                        |         |                                   |
|                      |                                        |         |                                   |
| Riposa:              | Mondovì                                | Mondovì | Mondovì                           |
| 27-02                | Olimpia Bergamo - Cuneo                | 3-0     | 25-23, 25-15, 25-19               |
| 27-02                | Motta - Impavida Ortona                | 3-2     | 23-25, 25-21, 25-19, 24-26, 15-13 |
| 27-02                | Rinascita Lagonegro - Lupi Santa Croce | 0-3     | 23-25, 22-25, 19-25               |
| 27-02                | Tricolore - Atlantide Brescia          | 3-0     | 25-23, 25-13, 25-17               |
| 27-02                | New Mater - Libertas Brianza           | 3-0     | 25-16, 25-15, 31-29               |
| 27-02                | Emma Villas - Porto Viro               | 3-0     | 25-20, 25-23, 25-17               |

| Ventiduesima giornata |                                         |            |                            |
|                       |                                         |            |                            |
| Riposa:               | Porto Viro                              | Porto Viro | Porto Viro                 |
| 06-03                 | Impavida Ortona - Olimpia Bergamo       | 0-3        | 16-25, 24-26, 22-25        |
| 06-03                 | New Mater - Emma Villas                 | 1-3        | 25-22, 21-25, 15-25, 30-32 |
| 06-03                 | Cuneo - Tricolore                       | 3-0        | 27-25, 25-23, 25-15        |
| 06-03                 | Libertas Brianza - Mondovì              | 3-0        | 25-23, 25-17, 25-21        |
| 06-03                 | Atlantide Brescia - Rinascita Lagonegro | 3-1        | 25-16, 21-25, 25-21, 25-20 |
| 06-03                 | Lupi Santa Croce - Motta                | 3-1        | 25-21, 27-29, 25-23, 25-19 |

| Ventitreesima giornata |                                    |                  |                                   |
|                        |                                    |                  |                                   |
| Riposa:                | Lupi Santa Croce                   | Lupi Santa Croce | Lupi Santa Croce                  |
| 13-03                  | Emma Villas - Cuneo                | 3-2              | 24-26, 25-16, 25-17, 22-25, 15-13 |
| 13-03                  | Tricolore - Impavida Ortona        | 3-0              | 25-21, 25-22, 26-24               |
| 13-03                  | Porto Viro - Atlantide Brescia     | 2-3              | 22-25, 10-25, 25-21, 25-19, 9-15  |
| 13-03                  | Rinascita Lagonegro - New Mater    | 3-1              | 17-25, 25-23, 29-27, 25-20        |
| 12-03                  | Olimpia Bergamo - Libertas Brianza | 3-0              | 29-27, 25-22, 25-15               |
| 13-03                  | Mondovì - Motta                    | 0-3              | 20-25, 11-25, 15-25               |

| Ventiquattresima giornata |                                    |             |                                  |
|                           |                                    |             |                                  |
| Riposa:                   | Emma Villas                        | Emma Villas | Emma Villas                      |
| 20-03                     | Motta - Olimpia Bergamo            | 0-3         | 17-25, 22-25, 11-25              |
| 20-03                     | Libertas Brianza - Tricolore       | 0-3         | 22-25, 22-25, 15-25              |
| 20-03                     | Impavida Ortona - Lupi Santa Croce | 3-2         | 25-23, 19-25, 34-32, 24-26, 15-7 |
| 19-03                     | Atlantide Brescia - Mondovì        | 3-0         | 25-19, 25-21, 25-22              |
| 01-04                     | Cuneo - Rinascita Lagonegro        | 3-0         | 25-19, 25-17, 25-9               |
| 20-03                     | New Mater - Porto Viro             | 3-1         | 25-21, 23-25, 25-18, 25-20       |

| Venticinquesima giornata |                                     |           |                                   |
|                          |                                     |           |                                   |
| Riposa:                  | New Mater                           | New Mater | New Mater                         |
| 27-03                    | Atlantide Brescia - Olimpia Bergamo | 0-3       | 24-26, 19-25, 22-25               |
| 07-04                    | Porto Viro - Cuneo                  | 3-1       | 20-25, 25-22, 25-17, 26-24        |
| 27-03                    | Mondovì - Impavida Ortona           | 0-3       | 23-25, 18-25, 11-25               |
| 27-03                    | Tricolore - Lupi Santa Croce        | 3-1       | 23-25, 25-21, 25-17, 25-21        |
| 27-03                    | Emma Villas - Libertas Brianza      | 2-3       | 25-20, 23-25, 25-27, 25-22, 12-15 |
| 07-04                    | Rinascita Lagonegro - Motta         | 3-2       | 25-22, 19-25, 21-25, 25-23, 15-12 |

| Ventiseiesima giornata |                                      |                     |                                   |
|                        |                                      |                     |                                   |
| Riposa:                | Rinascita Lagonegro                  | Rinascita Lagonegro | Rinascita Lagonegro               |
| 07-04                  | Lupi Santa Croce - Emma Villas       | 0-3                 | 24-26, 21-25, 19-25               |
| 03-04                  | Olimpia Bergamo - Tricolore          | 3-1                 | 25-20, 23-25, 25-20, 28-26        |
| 07-04                  | Libertas Brianza - Atlantide Brescia | 2-3                 | 29-27, 23-25, 19-25, 25-19, 13-15 |
| 07-04                  | Impavida Ortona - New Mater          | 1-3                 | 16-25, 23-25, 25-23, 23-25        |
| 03-04                  | Cuneo - Mondovì                      | 3-0                 | 25-20, 25-17, 25-13               |
| 03-04                  | Motta - Porto Viro                   | 2-3                 | 19-25, 20-25, 27-25, 25-21, 9-15  |

#### Classifica
| Pos. | Squadra             | Pt | G  | V  | P  | SV | SP | Ratio | PF    | PS    | Ratio |
| ---- | ------------------- | -- | -- | -- | -- | -- | -- | ----- | ----- | ----- | ----- |
| 1.   | Olimpia Bergamo     | 60 | 24 | 20 | 4  | 62 | 19 | 3,263 | 1 927 | 1 682 | 1,145 |
| 2.   | Lupi Santa Croce    | 47 | 24 | 14 | 10 | 56 | 34 | 1,647 | 2 053 | 1 902 | 1,079 |
| 3.   | Cuneo               | 46 | 24 | 16 | 8  | 54 | 35 | 1,542 | 2 004 | 1 871 | 1,071 |
| 4.   | Tricolore           | 44 | 24 | 16 | 8  | 57 | 39 | 1,461 | 2 187 | 2 060 | 1,061 |
| 5.   | New Mater           | 44 | 24 | 15 | 9  | 53 | 38 | 1,394 | 2 084 | 1 985 | 1,049 |
| 6.   | Motta               | 34 | 24 | 10 | 14 | 48 | 52 | 0,923 | 2 186 | 2 187 | 0,999 |
| 7.   | Atlantide Brescia   | 33 | 24 | 12 | 12 | 48 | 51 | 0,941 | 2 155 | 2 160 | 0,997 |
| 8.   | Rinascita Lagonegro | 33 | 24 | 12 | 12 | 44 | 49 | 0,897 | 2 053 | 2 124 | 0,966 |
| 9.   | Emma Villas         | 31 | 24 | 10 | 14 | 39 | 49 | 0,795 | 1 930 | 1 997 | 0.966 |
| 10.  | Libertas Brianza    | 29 | 24 | 10 | 14 | 38 | 54 | 0,703 | 1 969 | 2 089 | 0,942 |
| 11.  | Porto Viro          | 29 | 24 | 8  | 16 | 41 | 56 | 0,732 | 2 090 | 2 178 | 0,959 |
| 12.  | Impavida Ortona     | 26 | 24 | 8  | 16 | 36 | 54 | 0,666 | 1 987 | 2 078 | 0,956 |
| 13.  | Mondovì             | 12 | 24 | 5  | 19 | 21 | 67 | 0,313 | 1 779 | 2 091 | 0,850 |

      Qualificata ai play-off promozione.
      Retrocessa in Serie A3.

### Play-off promozione

#### Tabellone
|  | Quarti di finale | Quarti di finale    | Quarti di finale | Quarti di finale | Quarti di finale |   |                  | Semifinali | Semifinali | Semifinali | Semifinali | Semifinali |  |   | Finale    | Finale | Finale | Finale | Finale | Finale | Finale |
|  |                  |                     |                  |                  |                  |   |                  |            |            |            |            |            |  |   |           |        |        |        |        |        |        |
|  | 1                | Olimpia Bergamo     | 3                | 3                |                  |   |                  |            |            |            |            |            |  |   |           |        |        |        |        |        |        |
|  | 1                | Olimpia Bergamo     | 3                | 3                |                  |   |                  |            |            |            |            |            |  |   |           |        |        |        |        |        |        |
|  | 8                | Rinascita Lagonegro | 1                | 0                |                  |   |                  |            |            |            |            |            |  |   |           |        |        |        |        |        |        |
|  | 8                | Rinascita Lagonegro | 1                | 0                |                  | 1 | Olimpia Bergamo  | 3          | 2          | 2          |            |            |  |   |           |        |        |        |        |        |        |
|  |                  |                     |                  |                  |                  | 1 | Olimpia Bergamo  | 3          | 2          | 2          |            |            |  |   |           |        |        |        |        |        |        |
|  |                  |                     |                  |                  |                  |   |                  | 4          | Tricolore  | 1          | 3          | 3          |  |   |           |        |        |        |        |        |        |
|  | 4                | Tricolore           | 3                | 2                | 3                |   |                  | 4          | Tricolore  | 1          | 3          | 3          |  |   |           |        |        |        |        |        |        |
|  | 4                | Tricolore           | 3                | 2                | 3                |   |                  |            |            |            |            |            |  |   |           |        |        |        |        |        |        |
|  | 5                | New Mater           | 2                | 3                | 0                |   |                  |            |            |            |            |            |  |   |           |        |        |        |        |        |        |
|  | 5                | New Mater           | 2                | 3                | 0                |   |                  |            |            |            |            |            |  | 4 | Tricolore | 3      | 3      | 2      | 3      |        |        |
|  |                  |                     |                  |                  |                  |   |                  |            |            |            |            |            |  | 4 | Tricolore | 3      | 3      | 2      | 3      |        |        |
|  |                  |                     |                  |                  |                  |   |                  |            |            |            |            |            |  |   | 3         | Cuneo  | 1      | 1      | 3      | 1      |        |
|  | 2                | Lupi Santa Croce    | 3                | 3                |                  |   |                  |            |            |            |            |            |  |   | 3         | Cuneo  | 1      | 1      | 3      | 1      |        |
|  | 2                | Lupi Santa Croce    | 3                | 3                |                  |   |                  |            |            |            |            |            |  |   |           |        |        |        |        |        |        |
|  | 7                | Atlantide Brescia   | 0                | 0                |                  |   |                  |            |            |            |            |            |  |   |           |        |        |        |        |        |        |
|  | 7                | Atlantide Brescia   | 0                | 0                |                  | 2 | Lupi Santa Croce | 1          | 0          |            |            |            |  |   |           |        |        |        |        |        |        |
|  |                  |                     |                  |                  |                  | 2 | Lupi Santa Croce | 1          | 0          |            |            |            |  |   |           |        |        |        |        |        |        |
|  |                  |                     |                  |                  |                  |   |                  | 3          | Cuneo      | 3          | 3          |            |  |   |           |        |        |        |        |        |        |
|  | 3                | Cuneo               | 3                | 3                |                  |   |                  | 3          | Cuneo      | 3          | 3          |            |  |   |           |        |        |        |        |        |        |
|  | 3                | Cuneo               | 3                | 3                |                  |   |                  |            |            |            |            |            |  |   |           |        |        |        |        |        |        |
|  | 6                | Motta               | 2                | 2                |                  |   |                  |            |            |            |            |            |  |   |           |        |        |        |        |        |        |
|  | 6                | Motta               | 2                | 2                |                  |   |                  |            |            |            |            |            |  |   |           |        |        |        |        |        |        |

#### Risultati

##### Quarti di finale
| Gara 1 |                                       |     |                                   |
|        |                                       |     |                                   |
| 16-04  | Olimpia Bergamo - Rinascita Lagonegro | 3-1 | 25-18, 25-21, 25-27, 25-19        |
| 17-04  | Tricolore - New Mater                 | 3-2 | 25-22, 23-25, 25-22, 29-31, 15-10 |
| 17-04  | Lupi Santa Croce - Atlantide Brescia  | 3-0 | 25-16, 25-19, 26-24               |
| 17-04  | Cuneo - Motta                         | 3-2 | 25-27, 25-13, 23-25, 25-23, 15-13 |

| Gara 2 |                                       |     |                                   |
|        |                                       |     |                                   |
| 24-04  | Rinascita Lagonegro - Olimpia Bergamo | 0-3 | 22-25, 17-25, 21-25               |
| 24-04  | New Mater - Tricolore                 | 3-2 | 19-25, 21-25, 25-22, 28-26, 19-17 |
| 24-04  | Atlantide Brescia - Lupi Santa Croce  | 0-3 | 21-25, 21-25, 20-25               |
| 24-04  | Motta - Cuneo                         | 2-3 | 15-25, 28-30, 25-22, 25-18, 13-15 |

| Gara 3 |                       |     |                     |
|        |                       |     |                     |
| 28-04  | Tricolore - New Mater | 3-0 | 25-22, 25-17, 26-24 |

##### Semifinali
| Gara 1 |                             |     |                            |
|        |                             |     |                            |
| 01-05  | Olimpia Bergamo - Tricolore | 3-1 | 25-17, 19-25, 27-25, 25-21 |
| 01-05  | Lupi Santa Croce - Cuneo    | 1-3 | 24-26, 26-24, 11-25, 21-25 |

| Gara 2 |                             |     |                                  |
|        |                             |     |                                  |
| 08-05  | Tricolore - Olimpia Bergamo | 3-2 | 20-25, 25-17, 26-28, 25-23, 15-9 |
| 08-05  | Cuneo - Lupi Santa Croce    | 3-0 | 25-22, 32-30, 25-20              |

| Gara 3 |                             |     |                                   |
|        |                             |     |                                   |
| 11-05  | Olimpia Bergamo - Tricolore | 2-3 | 21-25, 15-25, 25-21, 25-21, 17-19 |

##### Finale
| Gara 1 |                   |     |                            |
|        |                   |     |                            |
| 15-05  | Cuneo - Tricolore | 1-3 | 20-25, 22-25, 25-21, 18-25 |

| Gara 2 |                   |     |                            |
|        |                   |     |                            |
| 19-05  | Tricolore - Cuneo | 3-1 | 18-25, 25-17, 25-17, 25-14 |

| Gara 3 |                   |     |                                   |
|        |                   |     |                                   |
| 21-05  | Cuneo - Tricolore | 3-2 | 25-16, 25-15, 22-25, 22-25, 15-11 |

| Gara 4 |                   |     |                            |
|        |                   |     |                            |
| 26-05  | Tricolore - Cuneo | 3-1 | 33-31, 28-26, 18-25, 25-18 |

## Statistiche
| Rendimento individuale | Rendimento individuale | Rendimento individuale | Rendimento individuale |
| Pos.                   | Nome                   | Punti                  | Squadra                |
| ---------------------- | ---------------------- | ---------------------- | ---------------------- |
| 1                      | Théo Lopes             | 511                    | New Mater              |
| 2                      | Arinze Nwachukwu       | 502                    | Mondovì                |
| 2                      | Tim Held               | 502                    | Tricolore              |
| 4                      | Kristian Gamba         | 500                    | Motta                  |
| 5                      | Michele Fedrizzi       | 489                    | Lupi Santa Croce       |
| 6                      | Williams Padura        | 471                    | Olimpia Bergamo        |
| 7                      | Diego Cantagalli       | 454                    | Tricolore              |
| 8                      | Matheus Motzo          | 445                    | Libertas Brianza       |
| 9                      | Francisco de Souza     | 431                    | Lupi Santa Croce       |
| 10                     | Andrea Argenta         | 409                    | Rinascita Lagonegro    |
| 10                     | Roberto Cominetti      | 409                    | Tricolore              |

| Attacchi vincenti | Attacchi vincenti  | Attacchi vincenti | Attacchi vincenti   |
| Pos.              | Nome               | Punti             | Squadra             |
| ----------------- | ------------------ | ----------------- | ------------------- |
| 1                 | Arinze Nwachukwu   | 443               | Mondovì             |
| 2                 | Théo Lopes         | 441               | New Mater           |
| 3                 | Kristian Gamba     | 440               | Motta               |
| 4                 | Tim Held           | 406               | Tricolore           |
| 5                 | Diego Cantagalli   | 391               | Tricolore           |
| 5                 | Michele Fedrizzi   | 391               | Lupi Santa Croce    |
| 7                 | Matheus Motzo      | 390               | Libertas Brianza    |
| 8                 | Francisco de Souza | 386               | Lupi Santa Croce    |
| 8                 | Williams Padura    | 386               | Olimpia Bergamo     |
| 10                | Andrea Argenta     | 363               | Rinascita Lagonegro |

| Muri vincenti | Muri vincenti       | Muri vincenti | Muri vincenti       |
| Pos.          | Nome                | Punti         | Squadra             |
| ------------- | ------------------- | ------------- | ------------------- |
| 1             | Matteo Zamagni      | 81            | Tricolore           |
| 2             | Jacopo Larizza      | 70            | Olimpia Bergamo     |
| 3             | Paolo Bonola        | 68            | Rinascita Lagonegro |
| 4             | Lorenzo Codarin     | 66            | Cuneo               |
| 5             | Riccardo Copelli    | 65            | Libertas Brianza    |
| 6             | Stefano Patriarca   | 61            | Atlantide Brescia   |
| 6             | Nicholas Sighinolfi | 61            | Cuneo               |
| 8             | Andrea Mattei       | 60            | Emma Villas         |
| 9             | Victorio Ceban      | 59            | Mondovì             |
| 10            | Festi Roberto       | 57            | Lupi Santa Croce    |

| Battute vincenti | Battute vincenti  | Battute vincenti | Battute vincenti |
| Pos.             | Nome              | Punti            | Squadra          |
| ---------------- | ----------------- | ---------------- | ---------------- |
| 1                | Tim Held          | 71               | Tricolore        |
| 2                | Michele Fedrizzi  | 70               | Lupi Santa Croce |
| 3                | Roberto Cominetti | 52               | Tricolore        |
| 4                | Théo Lopes        | 40               | New Mater        |
| 5                | Williams Padura   | 35               | Olimpia Bergamo  |
| 6                | Kristian Gamba    | 33               | Motta            |
| 7                | Jernej Terpin     | 29               | Olimpia Bergamo  |
| 7                | Alessandro Preti  | 29               | Cuneo            |
| 9                | Leonardo Colli    | 27               | Lupi Santa Croce |
| 10               | Gabriel Pessoa    | 26               | Impavida Ortona  |